# Piper subsilvulanum
Piper subsilvulanum är en pepparväxtart som beskrevs av C. Dc.. Piper subsilvulanum ingår i släktet Piper och familjen pepparväxter. Inga underarter finns listade i Catalogue of Life.